# 西願寺 (静岡県長泉町)
西願寺（さいがんじ）は、静岡県駿東郡長泉町にある黄檗宗の寺院。山号は長窪山(ながくぼさん)。

## 概要

### 沿革
「一切経」の木版を苦作された鉄眼道光禅師の兄弟子で、治山治水に功績を残された鉄牛道機禅師を開山とする。
1686年（貞享3年）12月、鉄牛禅師の法嗣で、開基である香州禅師（宗鑑録不掲載）が、愛鷹山麓の台地にあって長久保城跡と百沢渓谷を距てる場所に当寺を創建した。
以来7代まで師資継承したが、1837年(天保8年)以来無住になる。
1849年（嘉永2年）9月、萬福寺管長の特命により有隣弘徳禅師が晋山して8代となり、庫裏兼本堂、鎮守八幡社を再建し中興となる。
第二次世界大戦後、農地解放による寺録五町歩余を全面解放や、境内内の国道246号線の通過などの大規模な変遷があり、おおよそ現在の境内地が確定する。
1977年(昭和52年)、現存する本堂を木造二層屋根造りで建立。
1989年(平成元年)、庫裏にて普茶料理西願寺を始める。
2016年(平成28年)に、位牌堂を建立。
境内には文化財として長泉町指定有形文化財の八幡神像がある。これは長久保城の守護像であったもので、創建されたと同時にまつられることになったという。
また、開梆や卍の欄干など黄檗的特色を持つものや、町内で出土した富士山の溶岩でできた萬霊塔、幹回り5mほどある樹齢不確定なイチョウの巨木、広大な孟宗竹の竹やぶなどがある。

### 歴代住持
1. 鉄牛道機禅師（諡号「大慈普照禅師」） ― 開山
2. 香州硬 ― 開基
3. 雪光堂
4. 翠岩元抽
5. 斯鈍浄希
6. 祝峯衍松
7. 玄宗如要
8. 有隣弘徳 ― 中興
9. 石床仁雲
10. 省吾廣拙
11. 承範智演
12. 章道明英

### 伽藍

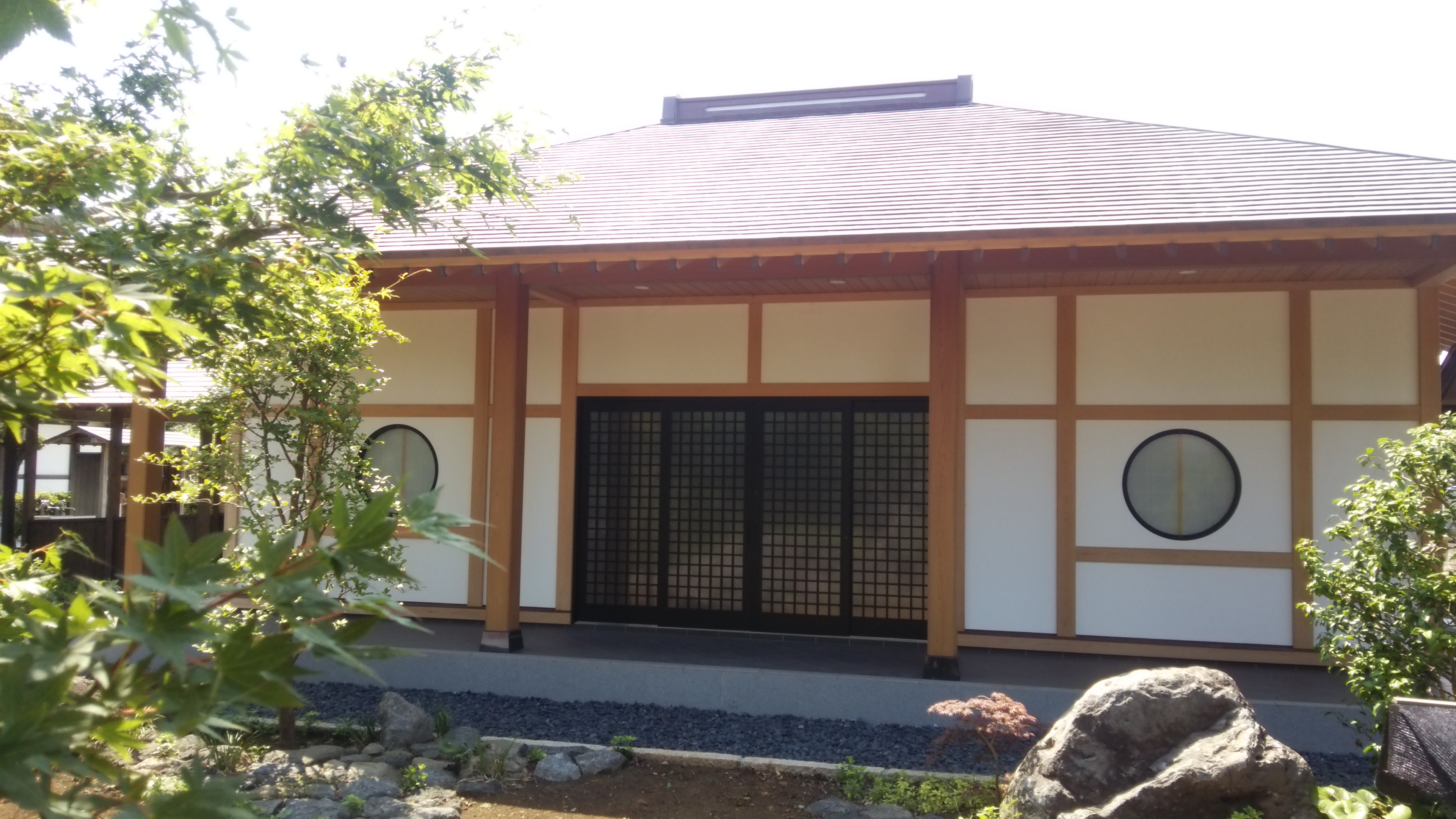
位牌堂

- 本堂（木造二層屋根）
- 庫裏
- 位牌堂

鎮守八幡社

### 文化財

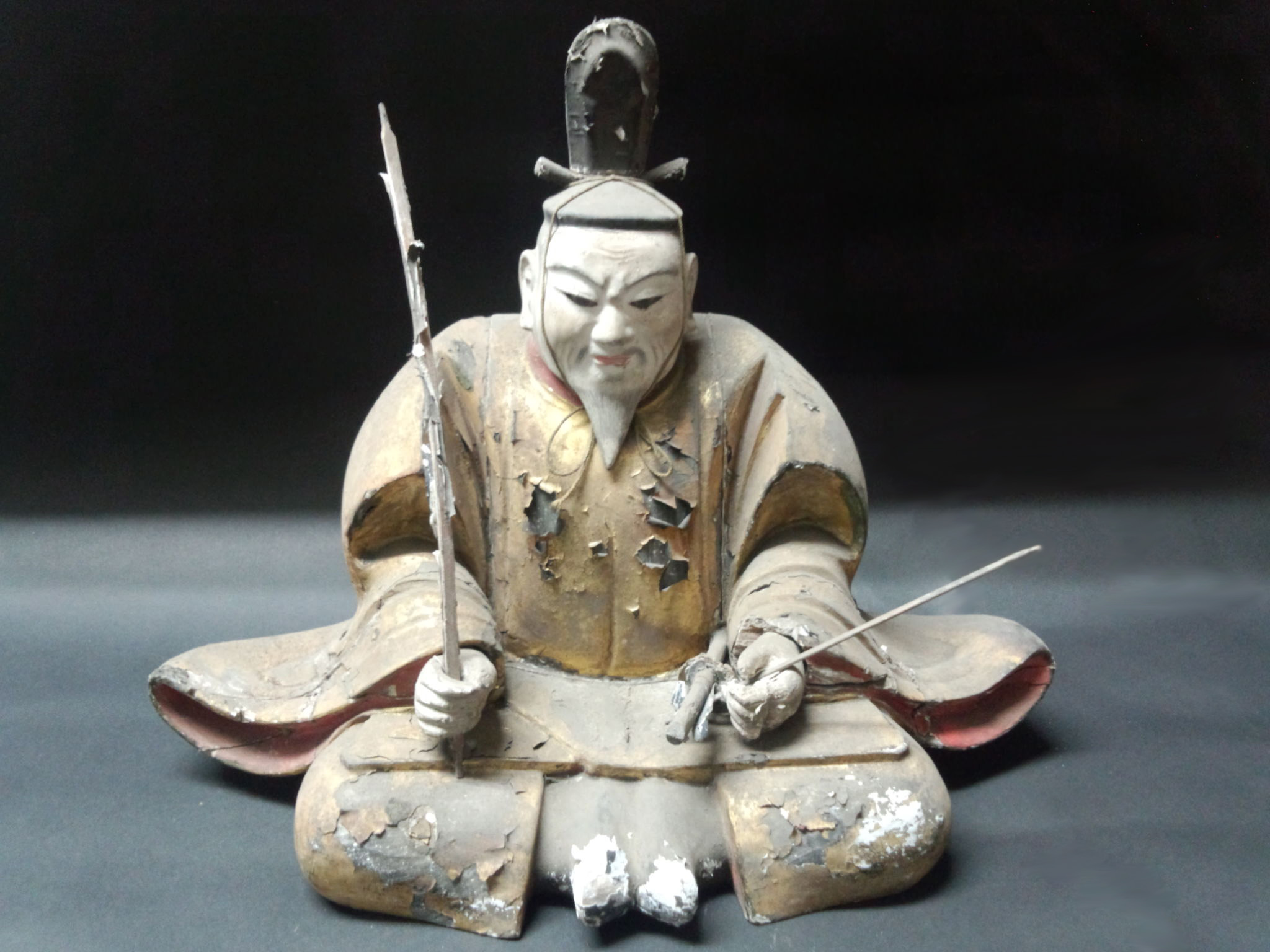
八幡神像

八幡神像（長泉町指定有形文化財）。長久保城の守護像であったとされているが、廃城後、西願寺を創建した際同時にまつられることになった。製作年製作者不明。

## 行事

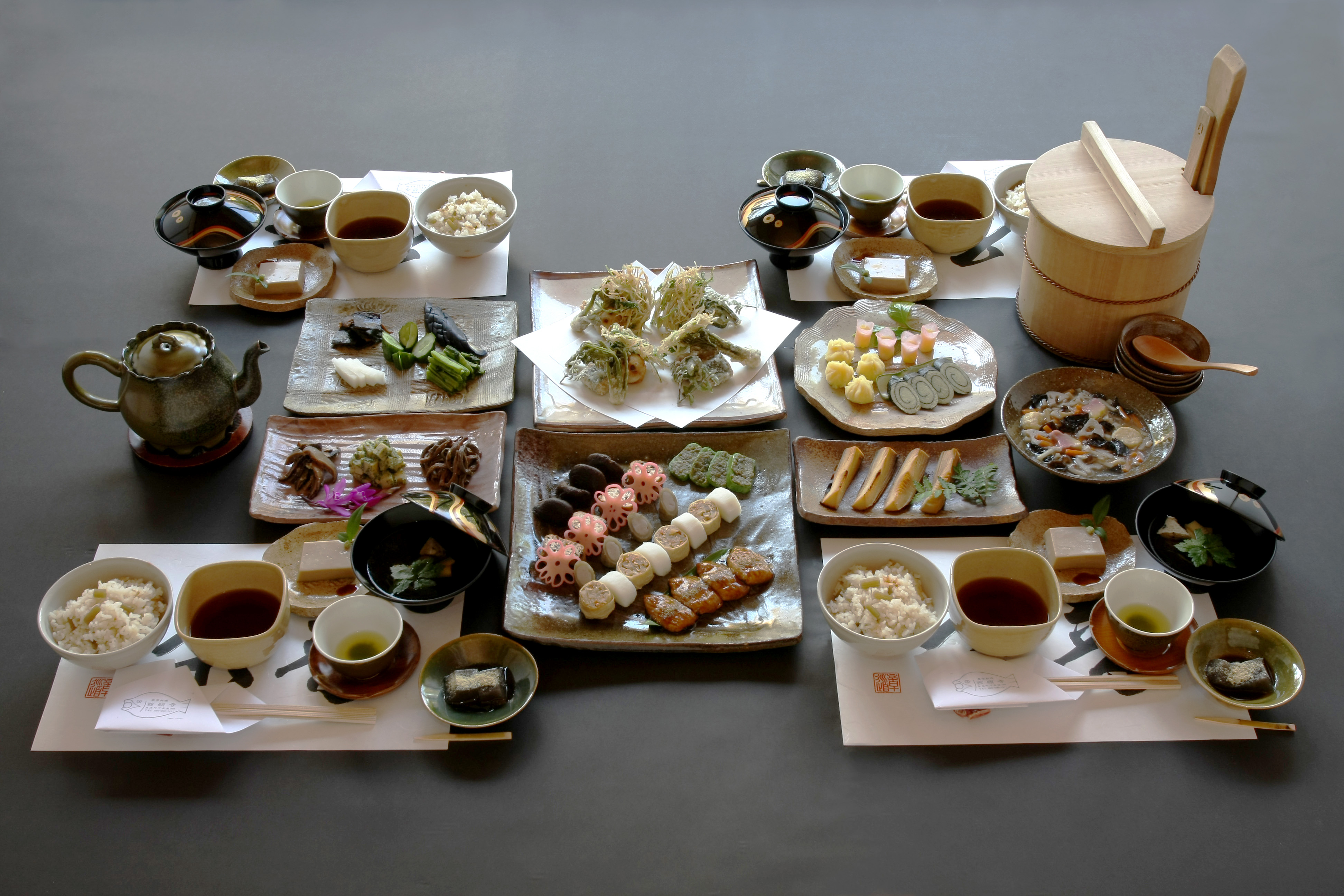
普茶料理

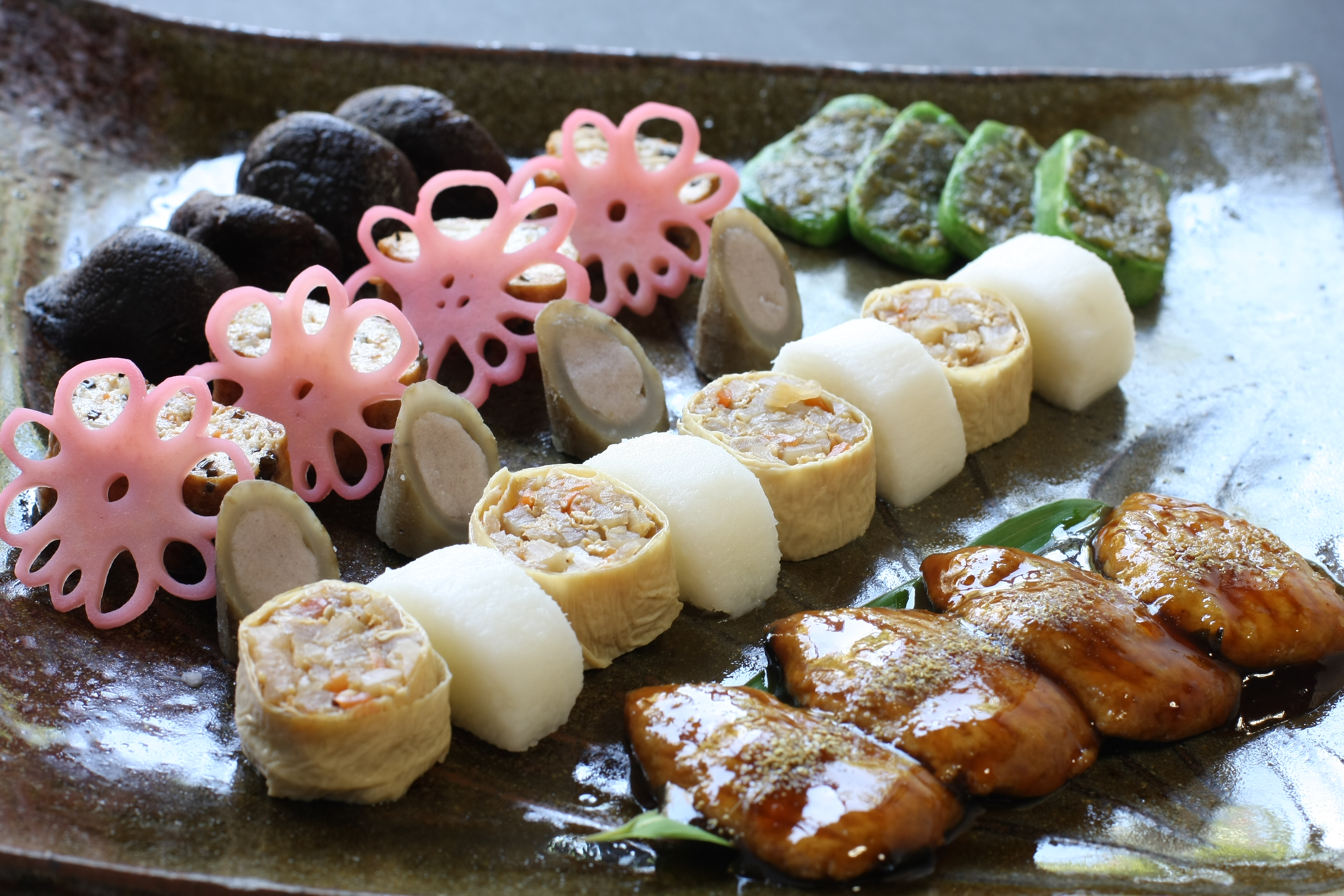
普茶料理

普茶料理は、隠元禅師が来日した際にもたらした精進料理。葛と植物油を多く使った濃厚な味で、卓を囲み大皿に乗った料理を各人が取り分けるのが特徴である。
春と秋の一か月間、普茶料理を開催している。

## アクセス
- 東名高速道路沼津ICから10分
- 新東名高速道路長泉沼津ICから5分
- 伊豆縦貫道長泉ICから5分
- 東海道新幹線三島駅から車で10分
- 御殿場線長泉なめり駅から車で5分
- 富士急シティバス
- 長泉・清水循環バス ― 下長窪バス停から徒歩５分